# Koës
Koës is een plaats in de regio !Karas in het zuidoosten van Namibië. Het behoort tot kiesdistrict Keetmanshoop Rural.
Koës ligt op de plaats waar de M24, de D611 en C11 uitkomen op de C17.